# Professor Stratus
Professor Stratus is een Belgische stripreeks die begonnen is in 1990 met Guy Counhaye als schrijver en tekenaar.

## Albums
Alle albums zijn getekend en geschreven door Guy Counhaye.
| Nummer | Titel                    | Uitgever   |
| ------ | ------------------------ | ---------- |
| 1      | Het graf in de sneeuw    | Le Lombard |
| 2      | De varende vesting       | Le Lombard |
| 3      | De duivels van Roquebrou | Le Lombard |
| 4      | Het zeemonster           | Arcadia    |